# Fono i Mukka
Fono i Mukka (auch: Fonuamaka) ist ein winziges Eiland im Süden von Haʻapai im Pazifik. Sie gehört politisch zum Königreich Tonga.

## Geografie
Das Motu liegt im Gebiet von Lulunga vor der Nordostküste von Haʻafeva.

## Klima
Das Klima ist tropisch heiß, wird jedoch von ständig wehenden Winden gemäßigt. Ebenso wie die anderen Inseln der Haʻapai-Gruppe wird Fono i Mukka gelegentlich von Zyklonen heimgesucht.